# Great Sand Dunes Wilderness
La Great Sand Dunes Wilderness est une aire protégée américaine située dans les comtés d'Alamosa et Saguache, au Colorado. Fondée en 1976, elle protège 132,1 km2 dans les parc national et réserve des Great Sand Dunes.